# Whitney Houston
Whitney Elizabeth Houston, ameriška pevka R&B, soul in pop glasbe; igralka in filmska producentka, * 9. avgust 1963, Newark, New Jersey, † 11. februar 2012, Beverly Hills, ZDA.
V času smrti je bila Whitney Houston glede na Guinnessovo knjigo rekordov največkrat nagrajena ženska vseh časov . Na seznam njenih nagrad sodita dve nagradi Emmy, šest grammy-jev, 30 nagrad Billboard, 22 ameriških glasbenih nagrad. Skupno je do leta 2010 prejela 415 nagrad. Bila je tudi ena najbolj prodajanih glasbenic, v svoji karieri je prodala 170 milijonov albumov, singlov in video-spotov.

## Albumi
- Whitney Houston (1985)
- Whitney (1987)
- I’m Your Baby Tonight (1990)
- The Bodyguard (Soundtrack, 1992)
- The Preacher’s Wife (Soundtrack, 1996)
- My Love Is Your Love (1998)
- The Greatest Hits (2000)
- Love, Whitney (2001)
- Just Whitney... (2002)
- I Look to You (2009)

## Singli
- You Give Good Love (1985)
- Saving All My Love for You (1985)
- How Will I Know (1985)
- Greatest Love of All (1986)
- I Wanna Dance with Somebody (Who Loves Me) (1987)
- Didn’t We Almost Have It All (1987)
- So Emotional (1987)
- Where Do Broken Hearts Go (1988)
- Love Will Save the Day (1988)
- One Moment in Time (1988)
- I’m Your Baby Tonight (1990)
- All the Man That I Need (1990)
- The Star-Spangled Banner (1991)
- I Will Always Love You (1992)
- I’m Every Woman (1993)
- Exhale (Shoop Shoop) (1995)
- Someone like you (1996)
- Step by Step (1997)
- When You Believe (mit Mariah Carey, 1998)
- My Love Is Your Love (1999)
- Could I Have This Kiss Forever (mit Enrique Iglesias, 2000)
- I Look To You (2009)
- Million Dollar Bill (2009)